# Royal Football Club Seraing (1904-1996)
Il Royal Football Club Seraing, chiamata Royal Football Club Sérésien fino al 1994, è stata una squadra di calcio belga fondata nel 1900.

## Storia
Fondata nel 1900 come Football Club Sérésien, il prefisso "Royal" è stato aggiunto nel 1928. Il nome cambiò in Royal Football Club Seraing nel 1994 e due anni dopo la società è stata assorbita dallo Standard Liegi, altra squadra cittadina, a causa di problemi economici.
Nel frattempo un altro club della città chiamato Seraing RUL prese il nome di RFC Seraing e giocò nello stesso stadio; finito nelle serie inferiori e fusosi con l'FC Charleroi, non c'è alcun legame fra le due società.
Raggiunse la massima serie in belga negli anni ottanta e negli anni novanta del ventesimo secolo, raggiungendo come massimo risultato un terzo posto nel 1993-1994 che gli consentì di partecipare alla Coppa UEFA.
Nel 2014 il Royal Boussu Dour Borinage, formazione belga con sede a Boussu, cedette il proprio titolo sportivo ad un gruppo di azionisti guidati da Bernard Serin, già presidente del Football Club de Metz. Questi trasferirono la squadra a Seraing, ribattezzandola inizialmente Seraing United, riprendendo i colori sociali e l'antico stadio della squadra sparita nel 1996 per poi, l'anno seguente, riprenderne anche lo storico nome Royal Football Club Seraing. Ciononostante, neanche in questo caso esiste un legame tra la nuova società e quella antica.

## Palmarès

### Competizioni nazionali
- Derde klasse: 2

1957-1958, 1979-1980

### Altri piazzamenti
- Campionato belga:

Terzo posto: 1993-1994
- Coppa del Belgio:

Semifinalista: 1953-1954, 1984-1985